# Constitutioneel referendum in Liberia (1975)
Het constitutioneel referendum in Liberia van 1975 werd op 7 oktober - gelijktijdig met de verkiezingen - van dat jaar gehouden en handelde over het voornemen van de regering om het ambtstermijn van de president te begrenzen tot acht jaar. President William Tolbert gaf aan dat wat de uitkomst ook moge zijn, hij uiterlijk in 1983 zou aftreden als president.
Een absolute meerderheid van ongeveer 90% stemde "Ja" bij het referendum en ging daarmee akkoord met het regeringsvoornemen om het termijn van de president te begrenzen tot een ambtstermijn van acht jaar. Tolbert werd bij de gelijktijdig gehouden verkiezingen als president herkozen en hiermee ging zijn officiële termijn van acht jaar in.

## Uitslag
| Keuze                           | Stemmen | %      |
| ------------------------------- | ------- | ------ |
| "Ja"                            |         | 90,00  |
| "Neen"                          |         | 10,00  |
| Totaal                          |         | 100,00 |
| Geregistreerde kiezers/ opkomst |         |        |
| Bron: AED, Direct Democracy     |         |        |

## Nasleep
President Tobert zou zijn termijn van acht jaar nooit volmaken; hij werd op 12 april 1980 tijdens een staatsgreep vermoord.